# Wood River (Tanana River)
Der Wood River ist ein etwa 205 Kilometer langer linker Nebenfluss des Tanana River im Interior des US-Bundesstaats Alaska.

## Flusslauf
Der Fluss wird auf einer Höhe von etwa 1500 m in der Hayes Range, dem nördlichen Abschnitt der Alaskakette, von einem kleinen namenlosen Gletscher gespeist. Das Quellgebiet liegt 17 km westnordwestlich des Mount Deborah. Der Wood River fließt anfangs 25 Kilometer nach Westen. Anschließend biegt er in Richtung Nordnordost ab und durchschneidet mehrere in Ost-West-Richtung streichende Höhenkämme. Am rechten Flussufer erhebt sich der Mount Anderson. Das Durchbruchstal trägt den Namen „Brinkman Gulch“. Der Wood River bildet nun einen verflochtenen Fluss. Bei Flusskilometer 145 erreicht der Wood River die Tanana-Kuskokwim-Niederung. Ab Flusskilometer 130 wendet sich der Fluss allmählich nach Nordwesten. Auf seinen unteren 80 Kilometern fließt er in Richtung Nordnordwest. Auf diesem Flussabschnitt weist der Wood River ein stark mäandrierendes Verhalten auf, mit zahlreichen engen Flussschlingen. Der Wood River erreicht einen von Altarmen durchzogenen Bereich, der den Tanana River säumt. Früher floss der Wood River in diesem Bereich nach Süden und mündete weiter flussabwärts in den Tanana River (⊙). Dieser Mündungsarm ist heute weitgehend verlandet. Nun biegt der Wood River scharf nach rechts ab und mündet etwa 2,2 km weiter flussaufwärts in den Tanana River. Die gegenwärtige Mündung befindet sich 22 km ostnordöstlich von Nenana. Weiterhin sind auf den unteren 20 Kilometern mindestens drei historische Flussverläufe erkennbar, die weiter südlich verliefen und den Tanana River an seiner historischen Mündung erreichten.

## Hydrologie
Der Wood River entwässert ein Areal von etwa 2400 km². Am Wood River gab es bei Flusskilometer 60 zwischen 1968 und 1978 Abflussmessungen. Dabei wurde ein mittlerer Abfluss (MQ) von 13,3 m³/s gemessen. Die höchsten mittleren Monatsabflüsse traten von Juni bis August auf mit Werten zwischen 30 und 36 m³/s.

## Namensgebung
Der lokale Name des Flusses wurde 1906 von L. M. Prindle vom U.S. Geological Survey (USGS) gemeldet.